# 15913 Telemachus
15913 Telemachus (1997 TZ27) là một thiên thể Troia của Sao Mộc. Nó được phát hiện bởi trung tâm Điều tra Thiên thể Troia Uppsala-DLR.